# Österreichische Eishockey-Meisterschaft 1923/24
Die Saison 1923/24 war die zweite Austragung der österreichischen Eishockey-Meisterschaft, die der ÖEHV organisierte. Österreichischer Meister wurde zum zweiten Mal in Folge der Wiener Eislauf-Verein.

## Teilnehmer
Zwölf Mannschaften nahmen, in zwei Gruppen eingeteilt, am Spielbetrieb teil. Erstmals wurden spezielle Torhüterstöcke verwendet, die Spieldauer auf dreimal 20 Minuten erweitert sowie Rückennummern für die Spieler eingeführt. Die beiden Gruppensieger spielten in einem Finalspiel um die Meisterschaft.
| - Cottage EV - Pötzleinsdorfer SK - Korneuburger Sportvereinigung - Österreichische Lehrer-Sportvereinigung - Sportclub Nicholson - Sportclub Hakoah | - Stockerauer Athletikclub - Training Eisclub (TEC) - VfB Wien - Wiener Amateur-Sportverein - Wiener AC - Wiener Eislauf-Verein |

## Gruppe A

### Bekannte Spielergebnisse
| Datum             | Heimteam | Auswärtsteam | Ergebnis |
| ----------------- | -------- | ------------ | -------- |
| 13. Dezember 1923 | WEV      | Amateure     | 15:0     |
| 28. Dezember 1923 | Lehrer   | SC Nicholson | 5:3      |
| 30. Dezember 1923 | WEV      | SC Nicholson | 6:4      |
| 14. Januar 1924   | WEV      | Lehrer       | 8:1      |
| 18. Januar 1924   | WEV      | Training     | 18:0     |

### Tabelle
| Pl. |                                         | Sp | S | U | N | Tore  | Punkte |
| 1.  | Wiener Eislauf-Verein                   | 5  | 4 |   |   | 61:05 |        |
| 2.  | VfB Wien                                | 5  |   |   |   |       |        |
| 3.  | Wiener Amateur-Sportverein              | 5  |   |   |   |       |        |
| 4.  | Training Eisclub                        | 5  |   |   |   |       |        |
| 5.  | Österreichische Lehrer-Sportvereinigung | 5  | 1 |   | 1 |       |        |
| 6.  | SC Nicholson                            | 5  |   |   | 2 |       |        |

## Gruppe B

### Bekannte Spielergebnisse
| Datum             | Heimteam           | Auswärtsteam   | Ergebnis |
| ----------------- | ------------------ | -------------- | -------- |
| 25. Dezember 1924 | CEV                | Stockerauer AC | 2:1      |
| 2. Januar 1924    | CEV                | SC Hakoah      | 9:0      |
| 7. Januar 1924    | CEV                | Korneuburg     | 13:2     |
| 7. Januar 1924    | Stockerauer AC     | SC Hakoah      | 4:0      |
|                   | Pötzleinsdorfer SK | SC Hakoah      | 24:0     |

### Tabelle
| Pl. |                               | Sp | S | U | N | Tore | Punkte |
| 1.  | Pötzleinsdorfer SK            | 5  |   |   |   | 70:7 |        |
| 2.  | Cottage EV                    | 5  | 3 |   |   |      |        |
| 3.  | Stockerauer AC                | 5  | 1 |   | 1 |      |        |
| 4.  | Wiener AC                     | 5  |   |   |   |      |        |
| 5.  | Korneuburger Sportvereinigung | 5  |   |   |   |      |        |
| 6.  | Sportclub Hakoah              | 5  |   |   | 3 |      |        |

## Finale
| 24. Februar 1924 | Wiener Eislauf-Verein Walter Brück | 1:0 (0:0, 0:0, 0:0, 0:0, 1:0) Spielbericht | Pötzleinsdorfer SK | Platz des WEV, Wien |

Meistermannschaft des WEVRiess – Alexander Lebzelter, Louis Goldschmied – Walter Brück, Ulrich Lederer, Herbert Brück – Groebsch